# Rondó a la Krakowiak (Chopin)

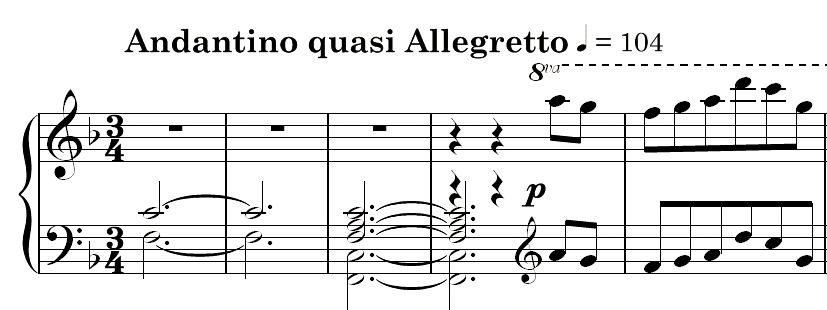
Inici del Rondó en fa major

El Rondó a la Krakowiak, op. 14, en fa major, és una composició per a piano i orquestra de Frédéric Chopin. La va escriure el 1828 a Varsòvia sota la direcció de Józef Elsner i va sortir publicada a Leipzig sis anys més tard, el 1834. Està dedicada a la princesa polonesa Anna Zofia Sapieha. L'obra és bastant desconeguda tot i ser una de les seves composicions més fines. Pertany al Chopin més nacionalista, al qual no són aliens els aires revolucionaris que aviat farien estremir a Polònia en contra de la dominació russa. Aquest nacionalisme també en l'ús de la Krakowiak és una dansa polonesa ràpida i amb síncopes de Cracòvia i la Petita Polònia.
La peça comença amb una melodia suau i pentatònica que passa a convertir-se en una dansa sincopada molt més viva. Chopin utilitza el "Caprici núm. 24" del compositor italià Niccolò Paganini i inclou una variació d'aquest caprici. Aquesta obra és formalment un rondó en què el seu autor va aconseguir combinar de manera molt hàbil els temes polonesos i la seva pròpia vena melòdica i personal; va aconseguir en el seu moment un enorme èxit, tant a Varsòvia com a Viena.